# Campsicnemus uncleremus
Campsicnemus uncleremus är en tvåvingeart som beskrevs av Neal L. Evenhuis 2000. Campsicnemus uncleremus ingår i släktet Campsicnemus och familjen styltflugor. Inga underarter finns listade i Catalogue of Life.